# Герман IV (маркграф Бадена)
Герман IV (нем. Hermann IV.; 1135 — 13 сентября 1190) — маркграф Бадена и титулярный маркграф Вероны с не позднее чем 1155 года, граф и фогт в Брейсгау и Ортенау. Сын Германа III и Берты, происхождение которой не выяснено.
Вместе с императором Фридрихом Барбароссой принимал участие в осаде (1161—1162) и последующем разрушении Милана, в итальянском походе 1176—1178 годов, в битве при Леньяно.
В 1189 году маркграф Герман Баденский отправился в Третий крестовый поход и умер в Святой Земле, под Антиохией.

## Семья и дети
Жена — Удальхильдис, происхождение которой не выяснено. Дети:
- Герман V (ум. 16 января 1243), маркграф Бадена
- Генрих I (ум. 2 июля 1231), маркграф Баден-Хахберга
- Фридрих (1161—1217), рыцарь тевтонского ордена
- Ютта
- Берта
- Гертруда († до 1225) ∞ Альбрехт II, граф фон Эгисхейм и Дагсбург († 1211)